# Dealu Mic, Hunedoara
Dealu Mic este un sat în comuna Toplița din județul Hunedoara, Transilvania, România. Se află în partea de vest a județului, în Munții Poiana Ruscă.